# Dégraissant (poterie)
Le dégraissant (en anglais temper) est un matériau naturellement présent dans l'argile ou ajouté à celle-ci, lors de la préparation de la pâte avant le façonnage et la cuisson des poteries.
Cette technique sert aussi dans le bâti en terre : briques crues ou cuites, torchis, pisés, enduits et mortiers. Dans ces cas, son but est d'augmenter la  cohésion et la résistance du matériau.
En poterie, il a deux utilités :
- Il sert à équilibrer la composition de la pâte afin qu'elle ne soit pas trop « grasse », c'est-à-dire trop collante, lors du façonnage des pièces.
- Il sert à diminuer la dilatation de l'argile lors d'une élévation brusque de température ; il évite ainsi que la pâte ne se craquèle lors de la cuisson (passage du « point quartz »), mais aussi quand elle est placée dans un four domestique si elle est utilisée pour cuire des aliments. Il permet donc la cohésion de la structure lors du séchage et de la cuisson, et donne une « ossature » aux terres trop fines. Selon sa nature, il affecte aussi les propriétés et les qualités des pots réalisés : résistance au feu, résistance aux chocs, imperméabilité, etc.

## Les « terres franches »
En poterie, une « terre franche » est une argile dont la préparation ne nécessite aucun lavage (donc aucun ressuage ou affermissement pour ramener l’argile à la consistance nécessaire pour le modelage), ni aucun ajout de dégraissant (par exemple du sable ou du quartz pour les céramiques grossières ou semi-fines). L'expression a donné son nom à l'atelier de poterie antique de Terre-Franche (près de Vichy dans l'Allier) pour la qualité de l'argile présent sur le site.

## Les brusques changements de température
L'argile est naturellement une roche plastique feuilletée : sa micro-structure est disposée en « feuilles » ou couches très fines, superposées. Lors de la cuisson, cette structure devient « vitreuse » : les espaces entre les couches disparaissent, ses pores se ferment et les feuillets se soudent les uns aux autres. L'air qu'elle contient ayant ainsi disparu, la matière perd une bonne partie de son élasticité et donc de sa capacité à se dilater. Ceci a des conséquences autant pendant la cuisson de la poterie, que pendant son utilisation si elle subit des chocs thermiques en servant à cuire au four des aliments ou autres matières.

### Cuisson de la poterie: le passage du «point quartz»
Le « point quartz » est la température de 573 °C à laquelle le quartz α (polymorphe de basse température) se transforme en quartz β (polymorphe de haute température). C'est le point auquel la silice cristalline se transforme en silice vitreuse en même temps qu'elle atteint son point de dilatation maximale.
C'est la raison pour laquelle on évite de passer trop rapidement cette température lors de la cuisson d’un dégourdi en biscuit,, autant en montée (lors de la cuisson) qu'en descente de température (à la sortie de four). Cette modification physique brutale a pour effet de fragiliser la pièce, et le dégraissant sert à atténuer cet effet en maintenant la présence de pores dans la pâte.

### Instruments fortement chauffés
Pour les instruments destinés à être chauffés, le problème du passage du point quartz n'est plus à craindre. Mais celui de la dilatation de la céramique est toujours en vigueur. Là aussi, la présence de pores est indispensable pour éviter la brisure, et les céramiques destinées à une utilisation à haute température sont souvent fortement dégraissées. C'est le cas pour les ustensiles de cuisine, mais aussi pour certains équipements du bronzier comme les creusets, moules et tuyères.

## Matériaux utilisés
Le dégraissant est fait d'éléments non plastiques. Différents matériaux peuvent être utilisés : sable, chamotte (poterie pilée), talc, calcite broyée, coquille, etc. La mousse a été utilisée comme dégraissant par les potiers néolithiques de la région du bassin de l’Escaut, en  Normandie et dans le bassin Parisien. L'os pilé et calciné se retrouve dans le nord et le sud de la France.

### Le bâti en terre
Le bâti en terre utilise couramment des pailles diverses, dont l'analyse est une source d'informations sur le groupe socio-culturel qui l'emploie (traitement des récoltes, techniques de construction…).

## Des indicateurs culturels
Le type de dégraissant choisi peut être indicateur d'une tradition régionale, voire d'une culture spécifique. C'est le cas pour les graines de pavot dans les poteries de plusieurs sites rubanés du sud de la Belgique,.
Dès l'époque du Bronze ancien (vers 3200 av. J.-C. dans le monde égéen), des dégraissants organiques sont utilisés pour les creusets. On y trouve de la paille et de la balle de céréale, comme dans les céramiques métallurgiques des périodes suivantes (Bronze moyen (env. 2000-1600 av. J.-C.), Bronze final (env. 1600-1050 av. J.-C.). Mais on trouve aussi, par exemple en Crète (sites de Malia, Kommos et Palékastro), des fibres végétales issues d'excréments d'herbivores, et des fibres animales : poils de caprinés et d'autres animaux. Les fondeurs africains utilisent de la balle de sorgho ou de riz, et aussi de la bouse de vache ou du crottin de cheval ou d’âne. Le crottin de ruminant (chèvre, bovin) produit des fibres plus concassées mais plus homogènes que celui des non-ruminants (cheval, âne). Les excréments ajoutent des composants tels que l'urée et autres résidus riches en alcalins qui donnent au matériau argileux un aspect feuilleté très particulier. Les alcalins ont sur les argiles une action défloculante, qui limite la formation des fissures dans le matériau. Les bronziers minoens utilisent le poil de capriné pour leurs creusets et leurs moules ; les bronziers mycéniens qui leur succèdent en Crète utilisent des excréments d'herbivores pour leurs creusets, moules et tuyères. 

Dans les sites du sud des Pyrénées, la chamotte est utilisée à la Baume du Serrat del Pont (ca) (Tortellà, province de Gérone en Catalogne) et la calcite à la grotte de Chaves.